# ジェファーソン (ヨクナパトーファ郡)
ジェファーソン（Jefferson）は、ウィリアム・フォークナーが著した「ヨクナパトーファ・サーガ」と呼ばれる一連の作品に登場する架空の町。アメリカ合衆国ミシシッピ州ヨクナパトーファ郡（架空の郡）の郡都である。

## 地理
面積は2400平方マイル。北辺と南辺にそれぞれタラハチ川とヨクナパトーファ川が流れている。南北に街道が通っており、平行してジョン・サートリス鉄道が走っている。

## 文化
ジェファーソンは典型的なアメリカ南部の町で、非常に保守的であり人種差別が平然と行われている。広場には南北戦争の英雄であるジョン・サートリス(サートリス大佐)の銅像が建っている。彼は「サートリス(1929)」において、没落したサートリス家の栄光の象徴であったが、彼は黒人の投票権に関する運動をしていたバーデン一家を殺害した人物であり（『八月の光』より）、人種差別の象徴にもなっている。